# Leucophora kirchbergi
Leucophora kirchbergi este o specie de muște din genul Leucophora, familia Anthomyiidae, descrisă de Willi Hennig în anul 1967.
Este endemică în Grecia. Conform Catalogue of Life specia Leucophora kirchbergi nu are subspecii cunoscute.